# گورستان نسار ۲
گورستان نسار ۲ مربوط به سده‌های متاخر دوران‌های تاریخی پس از اسلام است و در شهرستان گیلانغرب، بخش مرکزی، دهستان دیره، جنوب جاده نسار دیره واقع شده و این اثر در تاریخ ۱۸ اسفند ۱۳۸۷ با شمارهٔ ثبت ۲۴۸۲۶ به‌عنوان یکی از آثار ملی ایران به ثبت رسیده است.